# 正教会旗手連合
正教会旗手連合（せいきょうかいきしゅれんごう、Союз православных хоругвеносцев）は、ロシアで活動する宗教・政治団体である。キリスト教（正教会）の信仰の強化と普及、絶対君主制の回復、ロシア国民意識と愛国心の復活を目標としている。モスクワやその他の地域で旗や聖像を掲げたデモ集会を行っている。

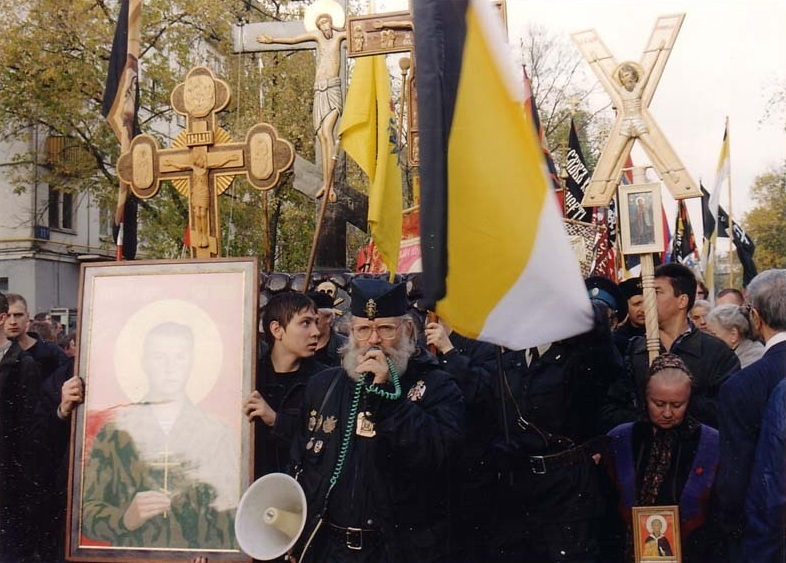
2003年10月、ロシア最高会議ビルでのデモ行進

## 関連事件

### プライド・パレードに対する行動
2006年5月27日、正教会旗手連合は「国民を守る会」（Народная Защита）などの愛国団体とともに、モスクワ中心部で行われた無許可の同性愛者のパレード「モスクワ・ゲイ・プライド」の鎮圧に参加した。連合の指導者たちは、マスコミのインタビューに応じ、「モスクワはソドムではない！」（「Москва не Содом!」、ソドムとは、聖書に記されている男色などの風俗の乱れの罪により滅ぼされた都市）という標語を掲げた。連合のメンバーは、2011年5月28日に行われたプライド・パレードの鎮圧にも参加した。
2006年11月4日、モスクワのスラヴィヤンスカヤ広場で、正教会旗手連合の主導と参加により、カザンの生神女の聖像の祝日、1612年にクジマー・ミーニンとドミートリー・ポジャールスキーの義勇軍がポーランド・リトアニア占領軍からモスクワを解放した日、1721年にロシアが帝国を宣言した記念日に捧げられた祈祷会が開かれた。
2006年12月20日、モスクワおよび全ルーシ総主教アレクシイ2世は、正教会旗手連合の代表レオニード・シモノヴィッチ＝ニクシッチに、第3級のラドンジ聖セルギウス勲章を授与した。